# Yangnim-dong
Yangnim-dong (koreanska: 양림동)  är en stadsdel i staden Gwangju i den sydvästra delen av Sydkorea, 270 km söder om huvudstaden Seoul. Den ligger i stadsdistriktet Nam-gu.